# Zeuxippus histrio
Zeuxippus histrio är en spindelart som beskrevs av Tord Tamerlan Teodor Thorell 1891. Zeuxippus histrio ingår i släktet Zeuxippus och familjen hoppspindlar. Inga underarter finns listade i Catalogue of Life.